# Bernard Rogers
Bernard Rogers (New York, 4 februari 1893 – Rochester (New York), 24 mei 1968) was een Amerikaans componist en muziekpedagoog.

## Levensloop
Rogers begon zijn beroepsloopbaan niet als componist en muziekpedagoog, maar als architect en kunstschilder. Alhoewel hij met de architectuur spoedig stopte, bleef hij altijd schilderen, ook later als componist en muziekpedagoog. In 1918 kreeg hij de Pulitzer traveling scholarship. Hij begon zijn muziekstudies in de Verenigde Staten aan het Institute of Musical Art in New York (1921-1922) bij Arthur Farwell, Ernest Bloch en Percy Goetschius. Met een studiebeurs van de Guggenheim Foundation kon hij van 1927 tot 1929 bij Frank Bridge en bij Nadia Boulanger in Europa gaan studeren.
Vanaf 1929 was hij voor negen jaar bestuurslid bij de muziekuitgave Musical America. Vervolgens werd hij docent aan het Cleveland Institute en aan de Hartt School of Music. Daarna was hij tot 1967, als hij met pensioen ging, docent en later professor voor compositie aan de befaamde Eastman School of Music. Hier heeft hij vele generaties van componisten opgeleid en gevormd, bijvoorbeeld Jacob Avshalomov, Jack Beeson, William Bergsma, David Borden, John Davison, David Diamond, John Diercks, Walter Hartley, Donald O. Johnston, Ulysses Kay, W. Francis McBeth, Peter Mennin, John La Montaine, Raymond Premru, H. Owen Reed, Armand Russell, Frank Graham Stewart, Gloria Wilson Swisher, Joseph Stuessy, Mary Jeanne van Appledorn, Robert Ward (componist), Robert Washburn, John Weinzweig, Donald H. White en James Clifton Williams.
Als componist schreef hij werken voor orkest, harmonieorkest, muziektheater (5 opera's), koren, vocale muziek en kamermuziek. Hij is ook auteur van een standaardwerk voor orkestratie The Art of Orchestration (1951).

## Composities

### Werken voor orkest
- 1925 Symfonie nr. 1 "Adonais", voor orkest
- 1933 Three Japanese dances, voor (mezzosopraan: 2e dans) en orkest
- 1934 Once upon a time: five fairy tales, voor orkest
  1. The Tinder-Box Soldier
  2. The Song of Rapunzel
  3. The Story of a Darning Needle
  4. Dance of the Twelve Princesses
  5. The Ride of Koschei the Deathless
- 1944 The Passion
- 1946 Amphitryon: Overture, voor orkest
- 1946 Prelude to “The Warrior”, voor orkest
- 1951 The Colors of Youth, voor orkest
- 1956 Fantasia, voor hoorn, pauken en strijkorkest
- 1966 Tribal drums, from Africa, symfonie in 2 delen voor orkest
- Dance Scenes, voor orkest
- Leaves from the Tale of Pinocchio, voor orkest
- Overture: The Faithful, voor orkest
- Pastorale mistico, voor klarinet en strijkorkest
- Soliloquy, voor dwarsfluit en strijkorkest
- Soliloquy nr. 2, voor fagot en strijkorkest
- Symfonie nr. 4, voor orkest
- The Musicians of Bremen, voor spreker en kamerorkest
- Variations for orchestra on a song by Mussorgsky

### Werken voor harmonieorkest
- 1933 Three Japanese dances, voor (mezzosopraan: 2e dans) en harmonieorkest
  1. Dance with Pennons
  2. Mourning Dance
  3. Dance with Swords
- Apparations
- Pictures from the tale of Aladdin

### Cantates
- 1962 The prophet Isaiah, cantate voor solisten, gemengd koor en groot orkest

### Muziektheater

#### Opera's
| Voltooid in | titel                                | aktes    | première                                       | libretto                                      |
| ----------- | ------------------------------------ | -------- | ---------------------------------------------- | --------------------------------------------- |
| 1922        | Deirdre                              |          | 1922, Rochester (New York)                     |                                               |
| 1931        | The Marriage of Aude                 | 3 aktes  | 22 mei 1932, Rochester (New York)              | Charles Rodda, naar Chanson de Roland         |
| 1944-1945   | The Warrior ; oorspronkelijk: Samson | 4 scènes | 11 januari 1947, New York, Metropolitan Opera  | Norman Corwin                                 |
| 1949        | The Veil                             | 1 akte   | 18 mei 1950, Bloomington (Indiana)             | Robert Lawrence                               |
| 1954        | The Nightingale                      |          | orkestversie: 6 mei 1957, Rochester (New York) | naar het sprookje van Hans Christian Andersen |

### Werken voor koren
- 1968 Dirge for two veterans, voor gemengd koor en orkest (of piano) - tekst: Walt Whitman "The last sunbeam"

### Vocale muziek
- 1940 In the gold room, voor zangstem en piano - tekst: Oscar Wilde "In the gold room"

### Kamermuziek
- 1964 Study for Piccolo
- 1966 Ballade, voor altviool, fagot en piano
- 1966 Sonata, voor viool en piano
- Soliloquy nr. 2, voor fagot en piano

## Publicaties
- The Art of Orchestration: Principles of Tone Color in Modern Scoring, New York: Appleton-Century-Crofts, 1951. 198 p.
  - Reprint van de originele uitgave van 1951: Westport, Connecticut: Greenwood Press ; (January 26, 1970), 198 p., ISBN 978-0-837-12969-3